# Anisodes paragloria
Anisodes paragloria är en fjärilsart som beskrevs av Holloway 1979. Anisodes paragloria ingår i släktet Anisodes och familjen mätare. Inga underarter finns listade i Catalogue of Life.